# Las tres ratas (novela)
Las tres ratas es una novela del escritor ecuatoriano Alfredo Pareja Diezcanseco, publicada en 1944 en Buenos Aires. La trama de la obra sigue a las hermanas Carmelina, Eugenia y María Luisa Parrales, quienes luego de quedar huérfanas y perder la hacienda familiar, se ven obligadas a mudarse a Guayaquil, donde deben sobrevivir entre las injusticias y la pobreza.
La novela es una de las obras más aclamadas y difundidas del autor. Fue adaptada al cine en 1946 por el director argentino Carlos Schlieper.

## Argumento
Las hermanas Parrales: Carmelina, Eugenia y María Luisa, viven en una hacienda cerca de Daule con su padre, quien peleó de la mano de Eloy Alfaro en la revolución liberal. Cuando su padre muere, las hermanas se ven obligadas a prestar dinero con intereses absurdos, por lo que pierden la hacienda y deben marcharse a casa de la tía Aurora, en Guayaquil. Eugenia es detenida al poco tiempo de llegar por haber robado unas joyas, acto que cometió como forma de venganza por la pérdida de la hacienda. Gracias a los vínculos de la tía Aurora queda en libertad. Sin embargo, los reproches de la tía llevan a Eugenia a intentar suicidarse y luego a huir de la casa.
Tras rondar las calles durante todo el día, Eugenia conoce a Carlos Álvarez, quien la lleva consigo a vivir en un departamento y con quien inicia una relación tormentosa. Un día se encuentra por casualidad con el doctor de su tía en la calle, quien le cuenta que sus hermanas ahora vivían solas. Eugenia decide mudarse con ellas, pero Carlos se enfurece y la agrede, además de gritarle "rata" mientras se marchaba.
Eugenia se reencuentra con sus hermanas y pasa a vivir con ellas en una casa humilde en el centro de Guayaquil. Carmelina trabaja como costurera para pagar las cuentas, mientras María Luisa hace las labores domésticas. Las tres hermanas comienzan a salir con pretendientes y amigos, por lo que pronto se hacen populares entre la clase media guayaquileña. Una noche se encuentran con Carlos Álvarez, quien bautiza a las hermanas en son de burla como "las tres ratas", apodo que se vuelve popular.
Eugenia se reencuentra con Ernesto Carbo, un antiguo amor suyo de cuando vivían en Daule, y deciden retomar la relación. Sin embargo, eventualmente Ernesto abandona a Eugenia, quien en un arrebato de rabia le dispara con un revólver, aunque la herida no es letal. Posteriormente se entera de que está embarazada de Ernesto. Por su lado, Carmelina comienza a sufrir de los nervios. Cuando contrae paludismo, los ataques nerviosos se vuelven más fuertes, lo que la lleva a ser internada en un hospital durante más de un mes.
Carlos Álvarez reaparece y amenaza a Eugenia con denunciarla por el disparo a Ernesto a menos que le ayude a esconder tela de contrabando. Eugenia acepta y coopera por un tiempo, pero cuando Carlos le reclama la pérdida de unas telas a Carmelina, quien acababa de regresar del hospital, Eugenia entrega a Carlos a la policía. Sin el dinero que les daba Carlos, Eugenia cae en la prostitución, pues su intención era ahorrar lo más posible para empezar una nueva vida con su hijo.
En el capítulo final María Luisa se casa con su novio, Francisco Pereira, y se mudan a Manabí. Eugenia le deja una carta contando sobre su embarazo a Carmelina y regresa a Daule. Carmelina decide vivir en la casa de su jefa, como su ayudante personal.

## Escritura y publicación

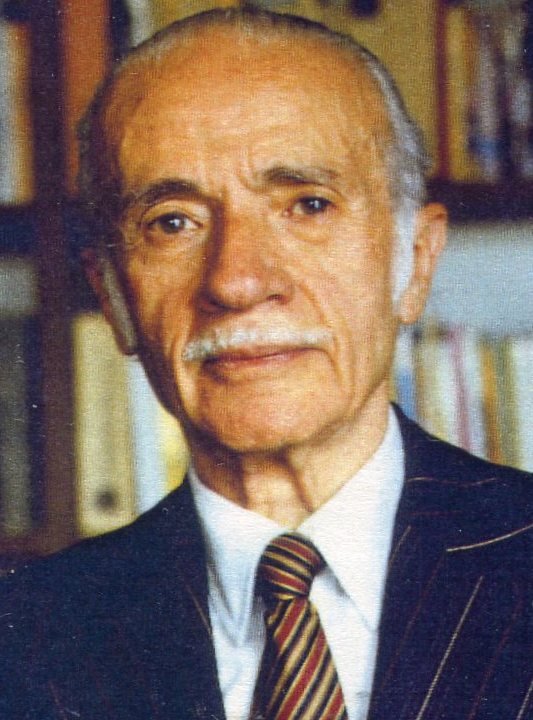
Alfredo Pareja en 1990

Pareja escribió la novela en 1940 luego de que la editorial estadounidense Farrar & Rinehart anunciara un concurso de novela a nivel continental, cuya primera fase consistía en un concurso en cada país. Entre los participantes en Ecuador estaban Enrique Gil Gilbert, con la novela Nuestro pan, y Demetrio Aguilera Malta, con La isla virgen. Ambos animaron a Pareja para que también participara, pero este se mostró inseguro debido a que la fecha máxima de entrega estaba a tan solo tres meses. Ante las insistencias de sus amigos finalmente aceptó participar y logró terminar la novela en el tiempo estipulado. Las tres ratas obtuvo el segundo lugar en el concurso nacional, que fue ganado por Gil Gilbert.
La novela fue publicada en 1944 en Buenos Aires por la editorial argentina Losada. Ante el éxito del libro, la editorial realizó un nuevo tiraje de 5.000 ejemplares dos años después.

## Personajes principales
- Carmelina Parrales: es la mayor de las hermanas, caracterizada como responsable, sacrificada y nerviosa. Busca resignarse ante su nueva condición económica, aunque a la vez es quien más recuerda las hazañas valerosas de su padre y la posición social alta que tenían asegurada por ser liberales.[5] Trabaja como costurera para pagar las cuentas de la casa que comparte con sus hermanas.[10] Posteriormente sufre ataques nerviosos, por lo que es hospitalizada por una temporada. Su virginidad y su soltería le hacen sentir celos de sus hermanas.[7] A diferencia de ellas, que al final de la historia parten con rumbos distintos, decide quedarse en Guayaquil.[6]
- Eugenia Parrales: es el personaje que sufre más cambios a lo largo de la novela, descrita como la más rebelde de las hermanas y siempre inconforme con el orden establecido. Cuando dejan la hacienda roba las joyas de Don Horacio como forma de hacer justicia propia por los intereses impagables a los que él las había sometido,[5] más tarde es chantajeada por Carlos Álvarez para que guarde objetos de contrabando. Los problemas la llevan incluso a intentar suicidarse. Su personalidad extrovertida le trae muchos pretendientes, pero también sufre desencantos amorosos. Luego de quedar embarazada de Ernesto Carbo decide ahorrar dinero para su hijo, por lo que una temporada cae en la prostitución. Finalmente decide criar a su hijo en Daule.[10][6]
- María Luisa Parrales: la más joven de las hermanas, tranquila y de intereses intelectuales. Realiza los trabajos domésticos en la casa. Inicia la historia con una personalidad pasiva, pero poco a poco se vuelve más asertiva. Al final de la novela se casa con Francisco Pereira y se muda con él a Manabí.[10][6]

## Estructura y temáticas
El libro se encuentra dividido en veinte capítulos que siguen un orden en su mayor parte cronológico. La excepción la conforman el capítulo segundo y el tercero, que cuentan la historia del padre de las hermanas Parrales y la primera aventura amorosa de Eugenia, respectivamente. Cada capítulo empieza con un pequeño salto de tiempo que muestra los eventos que dieron lugar a la situación presentada en el capítulo en cuestión, como forma de dar contexto a la trama.

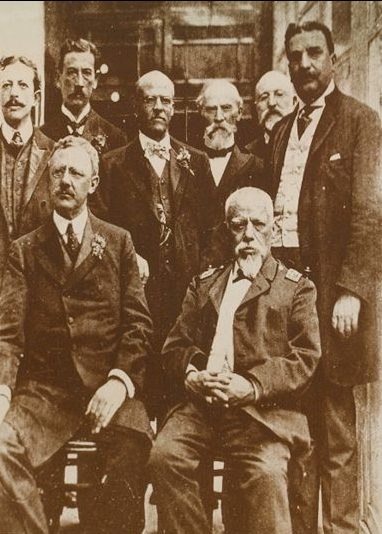
La novela critica aspectos del proyecto liberal en Ecuador.

Entre los temas explorados en Las tres ratas destaca la constatación del fracaso del proyecto liberal en Ecuador, cuyos partidarios encontraron fortuna de la mano de Eloy Alfaro, pero que en las décadas posteriores a su asesinato vieron poco a poco su suerte empeorar y su posición social decaer. Esto se ve ejemplificado en los integrantes de la familia Parrales, quienes luego de la muerte del padre, que había luchado junto a Alfaro, pierden su fortuna y el resto de privilegios con los que habían contado hasta el momento. Al final, la familia se desintegra por completo. La crítica al liberalismo se acentúa con la introducción de Francisco Pereira, novio de María Luisa y que ve en el socialismo la respuesta para lograr la sociedad justa y equitativa que el liberalismo no pudo alcanzar.
Las deventajas que sufrían las mujeres en la época también son plasmadas a lo largo de la novela. El mismo apodo de "las tres ratas", por ejemplo, es creado por Carlos Álvarez como una forma de humillarlas y someterlas, particularmente a Eugenia, quien es la que sufre más situaciones de violencia en la novela. Primero es víctima de violencia física, a manos de Álvarez en un arranque de celos, más tarde es empujada a la prostitución para poder reunir dinero para darle una mejor vida a su hijo. El deseo por mantenerla "bella" hace incluso que Gregorio, su cliente, intente obligarla a abortar a su bebé.

## Recepción crítica
La novela obtuvo el segundo lugar en el concurso nacional de novelas realizado en 1940 por la editorial estadounidense Farrar & Rinehart, que fue ganado por Nuestro pan. En su decisión, el jurado afirmó que la obra constituía "una novela de acabada estructura en el género, notable por el verismo de sus personajes y la sostenida emoción que circula a través de sus páginas".
La publicación del libro, popularizado por la versión cinematográfica estrenada dos años después, elevó el perfil de Pareja a nivel continental, con comentarios que lo posicionaron como el mejor novelista ecuatoriano de la época. En opinión de Miguel Donoso Pareja, el éxito obtenido por la novela podría ser explicado por el retrato preciso que realiza de la clase media guayaquileña, así como por la construcción de las tres protagonistas.
Entre las voces nacionales que celebraron la novela se cuenta a Ángel Felicísimo Rojas, que en su obra La novela ecuatoriana se refirió a ella como "acaso la novela mejor escrita del autor". Entre los aspectos positivos que mencionó se cuentan la construcción de la trama y la visión realista que Pareja da de la sociedad guayaquileña sin caer en la denuncia social, tan común en la literatura ecuatoriana de la época. Galo René Pérez, por su lado, calificó Las tres ratas como la novela más dinámica de Diezcanseco, posición compartida por Francisco Proaño Arandi, quien además encomió la construcción de personajes y la verosimilitud de la trama.
El catedrático universitario Alex Schlenker afirmó que la novela tenía una "calidad literaria incuestionable" y que trascendía la literatura para convertirse en un "documento de pretensiones históricas". Alabó de forma particular los saltos en el tiempo empleados por Pareja, recurso que calificó como magistral. También destacó la construcción del ambiente de la novela al mostrar un Guayaquil sumido en una decandencia producto de la modernidad.

## Adaptación cinematográfica
La novela fue adaptada al cine por el director argentino Carlos Schlieper, con las actuaciones de Mecha Ortiz, Amelia Bence y María Duval como las hermanas Parrales. La película fue estrenada el 7 de agosto de 1946 en el Teatro Ópera, uno de los más prestigiosos de Buenos Aires, y fue un éxito en taquilla. El estreno en Ecuador llegó dos años después, en el Teatro Pichincha de Quito, y contó con la presencia, además de Pareja, del entonces presidente de la república, Carlos Julio Arosemena Tola.
Pareja, quien recibió 5.000 pesos por los derechos de adaptación de la novela, se mostró decepcionado de la versión cinematográfica. En una carta fechada 19 de agosto de 1946 y dirigida al pintor Galo Galecio, calificó la película como "un desastre", además de acusar al guionista de haber "convertido a mi libro en un folletín melodramático, en un filme cursi, sentimental, llorón". Entre las principales críticas de Pareja estaban los cambios realizados a la personalidad de la hermana mayor y la ausencia de la atmósfera guayaquileña.